# Округ Кент (Мериленд)
Округ Кент (енгл. Kent County) је округ у америчкој савезној држави Мериленд.

## Демографија
По попису из 2010. године број становника је 20.197, што је 1 (5,2%) становника више него 2000. године.
| Група             | 2000.          | 2010.          |
| Белци             | 15.050 (78,4%) | 15.783 (78,1%) |
| Афроамериканци    | 3.343 (17,4%)  | 3.056 (15,1%)  |
| Азијати           | 103 (0,5%)     | 165 (0,8%)     |
| Хиспаноамериканци | 546 (2,8%)     | 907 (4,5%)     |
| Укупно            | 19.197         | 20.197         |